# Antiguo Hotel Jardín
El antiguo hotel Jardín es una edificación ubicada al sur de la plaza Bolívar de Maracay, Venezuela.

## Historia

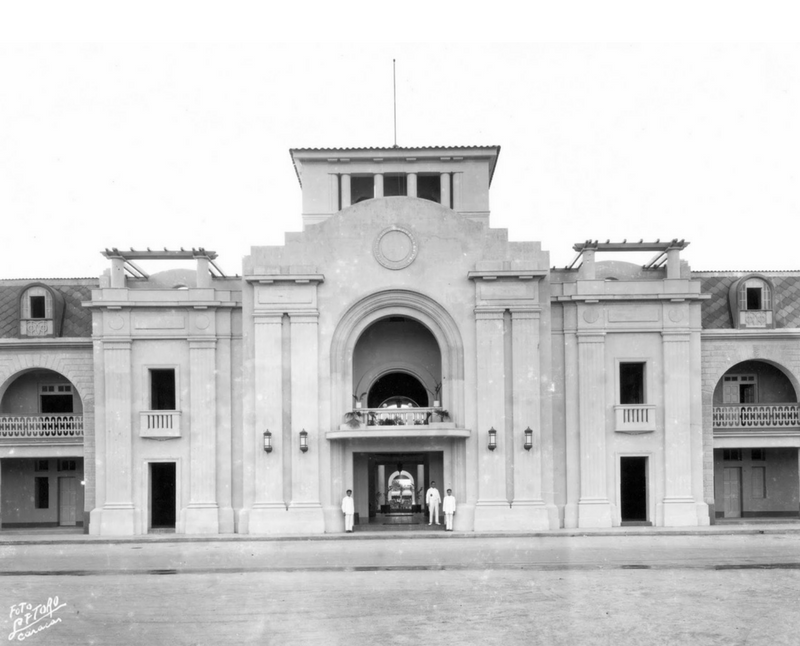
Hotel Jardín en 1930.

Construido originalmente como hotel en 1929, esta edificación de espíritu afrancesado fue diseñada por Carlos Raúl Villanueva, y fue inaugurada el 19 de diciembre de 1930. Es considerada la joya de la corona de la hotelería gomecista. Sin embargo, su vida como hotel en sí duró poco más de veinte años.
Posteriormente a la muerte del dictador Juan Vicente Gómez, la estructura sufrió varios cambios: se eliminó la piscina, las columnas exteriores se alteraron con bloques de ventilación e incluso se construyeron aulas para una universidad que nunca funcionó.
En 1957 se inaugura el hotel Maracay durante el gobierno de Marcos Pérez Jiménez, por lo que las instalaciones del entonces hotel Jardín fueron destinadas a actividades gubernamentales y sus elementos seriamente intervenidos, especialmente su fachada. Al convertirse en sede de la Gobernación de Aragua, se remplaza el piso de baldosas de cemento por uno de granito y, además, se eliminan los arcos de la fachada, entre otros cambios.
El 15 de abril de 1994 en Gaceta Oficial n.° 35.441 se publica un decreto de la Junta Protectora y Conservadora del Patrimonio Histórico y Artístico de la Nación declarando al antiguo hotel Jardín como monumento histórico nacional.
Se encuentra en el listado de Sitios de Interés Artístico, Histórico, Arquitectónico y/o Arqueológico que constituyen el Patrimonio Cultural del estado Aragua, según Decreto 975 contenido en la Gaceta Oficial del estado Aragua n.° 610 extraordinario del 21 de noviembre de 1997.
El ejecutivo estadal se mantuvo en estas instalaciones hasta el 2010, año en que la sede de la Gobernación se trasladó al antiguo edificio de Corpoindustria.
Actualmente sirve de sede de la televisora TeleAragua y la emisora radial Aragüeña 99.5 FM y, además, en el edificio se encuentra una sala situacional que sirve de puesto de comando y control del estado.

## Características
Se desarrolla sobre un área de 2,7 ha y su fachada principal es de 220 m de largo por 130 m de ancho. Se considera que los espacios internos de su composición implican un monumento único de la arquitectura venezolana.
Según Oldman Botello, cronista de Maracay, la fachada tenía un color crema «entre fuerte y claro».
El edificio contaba con cien habitaciones divididas en planta baja, primer piso y segundo piso.